# Антон Вільгельм Брьоґер
Антон Вільгельм Брьоґер (норв. Anton Wilhelm Brøgger; 11 жовтня 1884, Стокгольм — 29 серпня 1951, Осло) — норвезький археолог і політик.

## Життєпис
Син геолога та ректора університету Осло у 1907—1911 рр. Вальдемара Крістофера Брьоґера.
Будучи школярем, він допомагав батьку в його дослідницьких поїздках, і від нього навчився методології природничих наук і розуміння ландшафту. Тоді він вирішив бути археологом.

### Кар'єра
Після examen artium у 1903 році він час від часу відвідував лекції з археології, історії та давньоскандинавської мови, а протягом 1905–1909 рр. також був у низці навчальних поїздок до музеїв скандинавських країн та північної Німеччини. Тоді вийшла низка археологічних праць. Перший, який привернув увагу, «Сокири типу Ньостват», був опублікований у 1905 році. Через чотири роки він захистив докторську дисертацію з філософії з дисертацією на тему «Арктична кам'яна доба у Норвегії», ставши доктором філософії. Тут він показав свою орієнтацію на міжнародну археологію, випробувавши на норвезькому матеріалі нові ідеї з теорії культурного кола.
У 1909–1913 рр. Брьоґер працював консерватором у музеї Ставангера, де він намагався реорганізувати музей і провів масштабні розкопки в Єрені і печері Вістегол. Його головним напрямком цього періоду є історія Ставангера в середньовіччя. Він став співробітником Ставангер Афтенблад і почав відігравати певну роль у культурному житті міста, зокрема, як засновник і голова Ставангерського відділення Асоціації стародавньої історії.

#### Дослідження
Нова сторінка в його житті почалася, коли восени 1913 року Брьоґер зайняв посаду помічника керівника колекції старожитностей університету в Крістіанії. Через два роки він став директором того ж закладу та професором скандинавської археології в університеті, і обіймав цю посаду до своєї відставки наприкінці 1949 року. Під його керівництвом колекція старожитностей університету перетворилася на сучасний музей та науково-дослідний інститут. Він також забезпечив ефективнішу роботу з охорони пам'яток минулого. Робота над публікацією відкриття Усебергського корабля Ґабріелем Ґустафсоном припинилася після смерті професора відкривача, тому Брьоґер власноруч органузовував наукову обробку знахідок. Результати були опубліковані в чотирьох (із запланованих п'яти) томах у 1917–1928 рр., сам Брьоґер зробив суттєвий внесок в перший том. Він також працював над придбанням окремої нової будівлі для кораблів вікінгів на Бюґдьої, нині це Музей кораблів вікінгів. Гокстадський і Тунський кораблі з'явилися після 1932 року, тоді як колекція артефактів з розкопок в Усеберзі вперше прибула туди лише 1954-го.
В Осло Брьоґер насамперед зацікавився дослідженнями залізної доби, на межі між археологією та історією. У 1921 році була опублікована одна з його головних праць — «Ертоґ і ере». Він робить цікавий внесок в історію права Норвегії, оскільки положення в законах Гулатингу і Фростатингу включені в аналіз археологічних знахідок. Закони Гулатингу як джерело давніх культурних відносин він продовжив у лекції «Походження нашої селянської культури» в Норвезькій академії наук у 1925 році. Тієї ж осені він прочитав серію лекцій в Інституті порівняльних культурологічних досліджень. Серія була опублікована як книга «Det norske folk i oldtiden».

#### Редактор і адміністратор
Редакційна діяльність Брьоґера почалася, коли в 1910 році він став редактором торгового журналу Олтіден. Кілька років він був редактором Ст. Галвард, співредактором Акта Археологіка та томів 7–10 Норвезької біографічної енциклопедії. Він заснував і керував публікацією трьох наукових серій Університетської колекції старожитностей і серії «Археологічні ландшафтні дослідження в Норвегії».
Важливість Брьоґера для норвезької археології не в останню чергу пояснюється його великою адміністративною та організаційною роботою. Він відіграв провідну роль в організації реєстрації реліквій норвезьких вікінгів на Британських островах у 1925 році, а в 1928 році він очолив археологічну експедицію на Шетландські та Оркнейські острови. У 1936 році він головував на 2-му Міжнародному конгресі археологів в Осло. У тому ж році він був одним із засновників Норвезького археологічного товариства, де до самої смерті був генеральним секретарем. У 1916 році він виступив з ініціативою заснувати фонд для просування норвезької археології та був головою Національної асоціації норвезьких музеїв у 1918–1934 рр.
У 1932 році він був призначений кавалером 1-го класу Ордена Св. Олафа і мав декілька іноземних нагород.

#### Політик і ув'язнений
Брьоґер брав активну участь у національній політиці міжвоєнного періоду та був головою Лівої ліберальної партії у 1930–1931 рр. Він кілька разів обирався як депутат у Стортингу в період 1928–1930 років. Під час Другої світової війни його двічі заарештовували — спочатку як члена правління Національного театру в червні 1941 року, коли його звільнили через кілька днів, а у вересні того ж року він опинився в Гріні, в концентраційному таборі, де сидів до осені 1942 року. Його здоров'я сильно похитнувся, так і не відновившись.
Після війни він повернувся як професор, але пішов у відставку в 1949 році. Його остання важлива публікація вийшла в 1950 році: Vikingeskipene. Deres forgjengere og etterfølgere (Кораблі вікінгів: їхні попередники та наступники), написана разом з Гоконом Шетелігом. Помер у серпні 1951 року. Вулиця в Ставангері, ворота Антона Брьоґера, названа на його честь.
Брьоґер брав активну участь у політиці свого університету. Деякий час був заступником голови академічної колегії. Брьоґер хотів стати ректором університету. Коли він ним не став, частково тому, що багато хто боявся його сильної волі, а частково тому, що він не мав безумовної довіри. Слабкістю було те, що він не був пунктуальним із зустрічами.

## Вибрані праці
- «Øxer av Nøstvettypen», 1905
- «Studier over Norges stenalder», 1906
- «Den arktiske stenalder i Norge», 1909
- «Stavangers historie i middelalderen», Stavanger 1915
- «Ertog og øre. Den gamle norske vegt», 1921
- «Tre kulturformer. Norske — hellenske — romerske kulturbilleder», 1939